# Mercuriceratops
Mercuriceratops là một chi khủng long, được Ryan Evans P. Currie & Loewen mô tả khoa học năm 2014.